# رياض العريني
رياض العريني (مواليد 11 أغسطس 1989) هو لاعب كرة قدم سعودي .
كانت بداياته مع نادي الحزم و لعب بعدها مع نادي الباطن لمدة سنة وانتقل إلى نادي الجيل في عام 2015 و لعب معهم موسم وبعدها وقع مع نادي الخلود و لعب معهم موسم .

## وصلات خارجية
- رياض العريني على موقع Soccerway.com (الإنجليزية)

- رياض العريني